# Christian Dalmau
Christian Dalmau Santana (Arecibo, 29 de agosto de 1975) es un exjugador y entrenador de baloncesto puertorriqueño que disputó más de 20 temporadas como profesional mayormente en Centroamérica, además fue internacional con Puerto Rico. Con 1,94 metros de estatura, jugaba en la posición de base. 

## Trayectoria deportiva

### Jugador
[actualizar]

### Selección nacional
Participaciones en competiciones internacionales
- JJ. OO. Atenas 2004
- Mundial Estados Unidos 2002
- Mundial Japón 2006

### Entrenador
En 2022 llega a los Indios de Mayagüez y se mantiene durante tres temporadas.
En 2025 se hace cargo de los Vaqueros de Bayamón de la BSN y esa misma temporada conquista el título de liga.

## Vida personal
Saga de los Dalmau
Forma parte de una gran familia relacionada con el baloncesto siendo el mediano de una saga de hermanos baloncestistas: Richie Dalmau, (1973) y Ricardo Dalmau, (1977) siendo el padre de ellos Raymond Dalmau, (1948) y sobrino de Steve Dalmau.